# آفالترباخ
آفالترباخ (به آلمانی: Affalterbach) یک شهر در آلمان است که در لودویگزوبورگ واقع شده‌است.

## خصوصیات
آفالترباخ ۴٬۶۱۹ نفر جمعیت دارد.

## خواهرخوانده
شهرهای Neuhausen و تگلاس خواهرخوانده‌های آفالترباخ هستند.